# Liste des commanderies templières en Bretagne

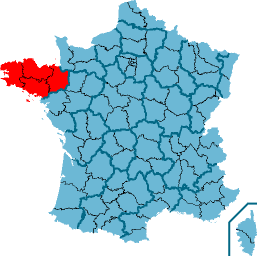

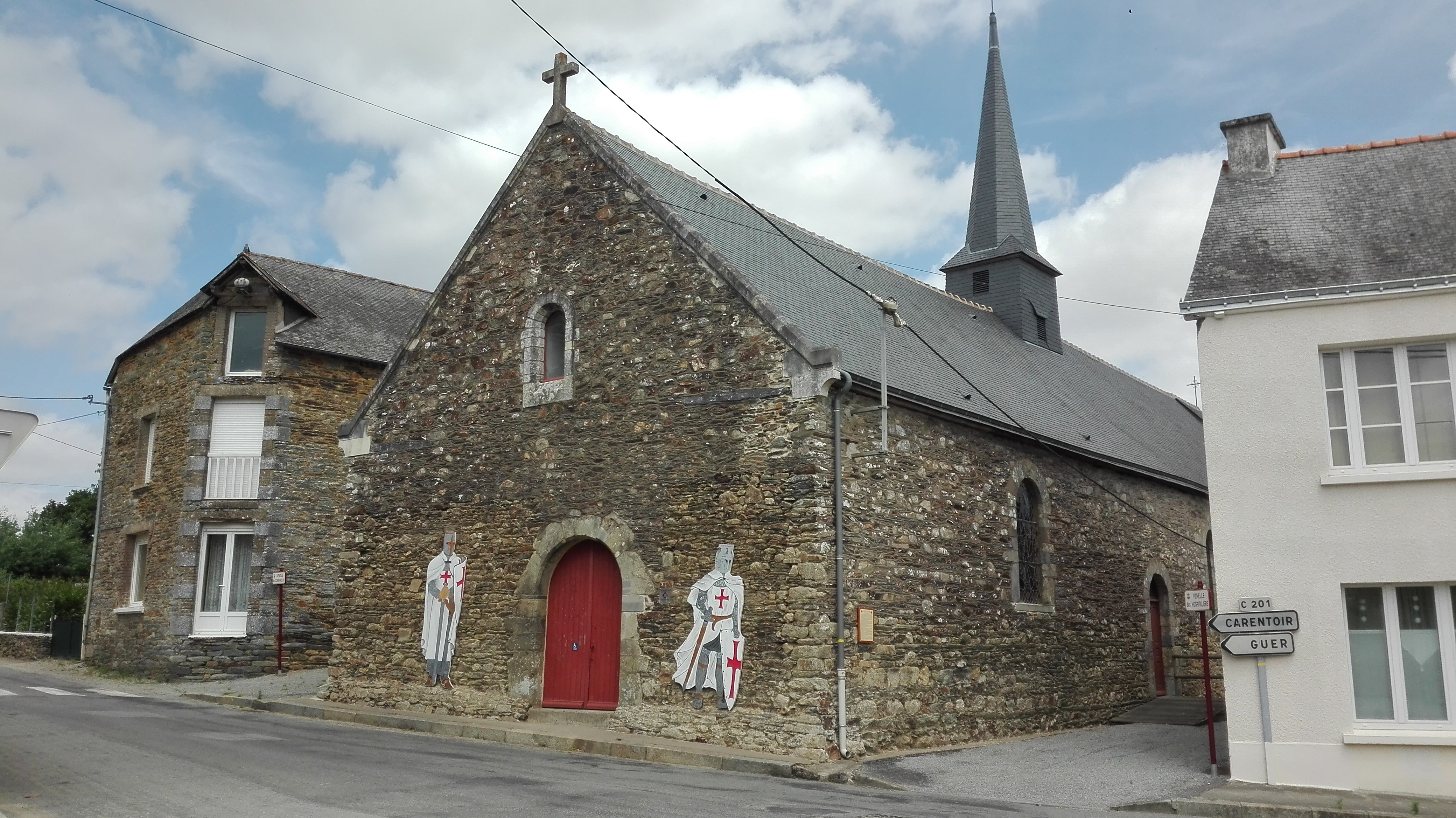
Chapelle templière de Carentoir.

Cette liste recense les commanderies et maisons de l'Ordre du Temple qui ont existé sur le territoire de l'actuelle région Bretagne. Le duché de Bretagne tel qu'il existait à l'époque des templiers s'étendait également sur une partie de l'actuelle région Pays de la Loire.

## Éléments historiques

Bretagne

En Bretagne, l'ordre du Temple « a disparu depuis si longtemps que ses archives sont devenues extrêmement rares ; ses monuments sont tombés en ruines ; ses traditions n’offrent plus guère qu’incohérence et incertitude » selon Amédée Guillotin de Corson, président de la Société archéologique d’Ille-et-Vilaine de 1886 à 1888.
Vers 1130, soit peu de temps après le concile de Troyes et la création de l'Ordre du Temple, Hugues de Payns se rend dans le Duché de Bretagne, et y reçoit diverses donations de la part de Pierre I de la Garnache et de Garsire II de Machecoul, grands seigneurs du pays de Retz. Certains de ces dons constituent le noyau de la commanderie des Biais à Saint-Père-en-Retz dans le diocèse de Nantes, considérée souvent comme étant la première implantation templière dans le Duché de Bretagne. D'autres dons des mêmes donateurs apparaissent cependant dans le cartulaire de la Coudrie, et auraient permis la fondation de la future Commanderie du Temple de la Coudrie, en Bas-Poitou alors dépendant du Duché de Bretagne. Un document postérieur aux dons indique qu'ils ont été remis "dans la main de maître Hugues de Payns", ce qui fait dire à l'historien P. Josserand que la première donation est celle de l'établissement des Templiers à la Coudrie, et qu'elle doit datée du printemps 1128,.

« En 1141, le duc Conan III leur fait plusieurs concessions, qui sont confirmés, en 1201, par la duchesse Constance, et, en 1217, par Pierre Mauclerc. Malheureusement ces chartes de concessions et de confirmations, qui ont été reproduites par dom Morice dans ses Preuves de l'histoire de Bretagne, ne désignent spécialement aucun des biens de l'ordre du Temple. »

— M. Rosenzweig - p. 191.
La charte qui relate cette double donation n'est pas datée, mais elle mentionne la concession d'une île voisine de Nantes appelée la Hanne en Doulon, et de deux métairies dans la forêt de Rennes.
Une autre charte, datée de la ville de Quimper en l'an 1182, mais plus probablement rédigée à la fin de XIIIe siècle, donne une autre liste de possessions templières potentielles. Puis en 1217, le duc Pierre Mauclerc et Alix de Thouars, sa femme, confirmèrent aux chevaliers du Temple toutes les donations faites par leurs prédécesseurs : Conan III et Conan IV, Alain Le Noir comte de Penthièvre et Hoël comte de Nantes, le duc Geoffroy II et la duchesse Constance.
Après la suppression de l'Ordre en 1312, les Templiers, connus en particulier sous le nom de moines rouges en Bretagne, sont demeurés vivants dans la mémoire collective et ont été à l'origine de nombreuses légendes populaires,.
Le 28 mars 1313, le roi Philippe le Bel ordonna à Jean de Vaucelles, bailli de Tours, de faire procéder en Bretagne à la dévolution des biens templiers aux Hospitaliers. De ce transfert, opéré en mai 1313, un procès-verbal unique mentionne les établissements du Créac’h, de la Caillibotière et de la Nouée, aux diocèses de Saint-Brieuc et de Saint-Malo.

## Liste des commanderies ou chapelles templières de Bretagne
| Commanderie     | Ville actuelle (ou à proximité) | Observations |
| --------------- | ------------------------------- | --- |
| Carentoir       | Carentoir                       | , possession à Questembert de l'Hôpital Saint-Jean                                                                           |
| La Coëffrie     | Messac                          | [ 17 ] |
| La Guerche      | La Guerche-de-Bretagne          | le Temple de Blosne et le Temple du Cérisier, constituant le domaine du Temple de Rennes, étaient membres de la commanderie, |
| La Nouée        | Yvignac-la-Tour                 | , |
| Lantiern        | Arzal                           | [ 23 ] |
| Le Créac'h      | Plédran                         | Possession: la chapelle de Créhac                                                                                            |
| Limerzel        | Limerzel                        | possession de 2 chapelles le Temple de haut et le Temple de bas                                                              |
| Vildé-Guingalan | Vildé-Guingalan                 | commanderie relevant de celle de La Nouée, à Yvignac                                                                         |
| Vildé           | Plouër sur Rance                | commanderie relevant de la Nouée, chapelle similaire à la Nouée                                                              |

| Localisation géographique (Liens vers les articles correspondants) |
| --- |
| Commanderie autre possession \| Normandie Pays de la Loire Brelevenez Carentoir La Coëffrie La Guerche La Nouée Lantiern Le Créac'h Limerzel Montbran Vildé-Guingalan \| |
| Normandie Pays de la Loire Brelevenez Carentoir La Coëffrie La Guerche La Nouée Lantiern Le Créac'h Limerzel Montbran Vildé-Guingalan                                    |

## Autres possessions à confirmer
Certains de ces biens font partie de ceux qui figurent dans la charte apocryphe de Conan IV de Bretagne et pour lesquels il n'existe aucun autre document permettant d'attester leur appartenance initiale aux templiers: 
- La maison du temple de l'Île-aux-Moines (pointe de Pen Hap)[29],[30]. Le nom de l'île provient de son appartenance à l'abbaye Saint-Sauveur de Redon dès le IXe siècle et non de la présence des templiers[31]. L'hypothèse de son appartenance aux templiers est infirmée par certains auteurs[32]
- Aumônerie de Lamballe[33]
- Le Rechou à Plounérin[34]
- Kercadio à Penhars[35]
- Pantol à Ploulec'h[36]
- Une chapelle à l'emplacement de l'église Notre-Dame-de-Miséricorde de Runan[28],[37] 48° 41′ 38″ N, 3° 12′ 49″ O
- possession à Squiffiec[28]?
- Possessions à Kervignac, Ploujean, Plaintel, Yffiniac, Plémy[38]?
- Pont-Melvez[39]
- à Hénansal: Launay-Congar, le moulin des Vaux, Le Verger, et La Ville-Barbé[40]

## Baillie de Bretagne
Les commanderies du duché de Bretagne constituaient une baillie, dite de Bretagne et qui dépendait de la province d'Aquitaine. Historiquement, ce duché comprenait le Pays nantais (comté de Nantes) et il faut donc ajouter une partie des commanderies des Pays de la Loire (celles de Loire-Atlantique) pour avoir une vision d'ensemble de cette baillie.
La province d'Aquitaine intégra pour la première fois le Duché de Bretagne, à la suite de l'accord établi en 1225 entre Giraud des Bruyères (Girardus de Breies), maître provincial d’Aquitaine, et les seigneurs de Retz. Il s'était adjoint les services d'un lieutenant, Pierre de Langan, et c’est sans doute ainsi qu’il faut entendre le rôle de celui-ci, cité en 1245 comme "commandeur des maisons de la chevalerie du Temple en Bretagne"
| Maître de la baillie de Bretagne | Période       | Observations |
| --- | ------------- | ------------ |
| fr. Guillaume Faucon | 1141          | [ 8 ]        |
| ... | ...           |              |
| fr. Guillaume Ferron | c. 1170       | ,            |
| ... | ...           |              |
| Girardus de Breies, maître provincial d’Aquitaine, secondé de fr. Pierre de Langan, commandeur des maisons de la chevalerie du Temple en Bretagne | 1225 - 1245 ? | ,            |